# Korjukivka
Korjukivka (ukrajinsky Корюківка; rusky Корюковка – Korjukovka) je město v Korjukivském rajónu v Černihivské oblasti na Ukrajině. Leží na březích Breče, přítoku Snovu, ve vzdálenosti zhruba sto kilometrů na severovýchod od Černihiva, správního střediska celé oblasti. V Korjukivce žije přibližně 12 tisíc obyvatel. V roce 2011 to bylo 14 805 obyvatel.

## Dějiny
Sídlo založili v roce 1657 kozáci.
Za druhé světové války zde 1. a 2. března 1943 došlo k hromadné vraždě obyvatel a vypálení města  německými a maďarskými jednotkami, při čemž zahynulo 6700 obyvatel.
Od roku 1958 je Korjukivka městem.